# دانيال بارنا
دانيال بارنا (بالرومانية: Daniel Barna)‏ هو لاعب كرة قدم روماني، ولد في 22 سبتمبر 1986 في بياترا نيامتس في رومانيا. شارك مع منتخب رومانيا تحت 21 سنة لكرة القدم. أما مع النوادي، فقد لعب مع نادي براشوف ونادي بياترا نيامتس.

## وصلات خارجية
- دانيال بارنا على موقع الاتحاد الأوربي (الإنجليزية)
- دانيال بارنا على موقع قاعدة بيانات كرة القدم.إي يو (الإنجليزية)
- دانيال بارنا على موقع Soccerway.com (الإنجليزية)
- دانيال بارنا على موقع عالم كرة القدم.نت (الإنجليزية)